# Ливези (Хунедоара)
Ливези (рум. Livezi) насеље је у Румунији у округу Хунедоара у општини Ђенерал Бертхелот. Oпштина се налази на надморској висини од 397 m.

## Становништво
Према подацима из 2002. године у насељу је живело 115 становника, од којих су сви румунске националности.